# Gu Zhengyi
Gu Zhengyi (xinès simplificat: 顾正谊; xinès tradicional: 顧正誼; pinyin: Gù Zhèngyì) fou un famós pintor xinès que va viure sota la dinastia Ming (.fl. 1570-1596) No es coneixen les dates exactes del seu naixement i de la seva mort. Oriünd de Huating, actualment, Songjiang que forma part de Xangai. Va establir una forta amistat amb Song Xu i Sun Kehong. L'artista Gu Yinguang era nebot seu. L'estil artístic de Gu es va inspirar en el de Huang Gongwang.